# La guerra di Piero
La guerra di Piero è una canzone di Fabrizio De André con l'arrangiamento musicale di Vittorio Centanaro. Fu registrata con i musicisti Vittorio Centanaro (chitarra), Fabrizio De André (chitarra) e Werther Pierazzuoli (basso).
Il primo album in cui la canzone venne inserita fu Tutto Fabrizio De André del 1966, la prima raccolta (nonché primo album) pubblicata dall'autore.

## Ispirazione e storia
(Fabrizio De André)
La guerra di Piero è diventato negli anni uno dei brani in assoluto più popolari di De André; con questa canzone, dall'impronta fortemente antimilitarista, il cantautore ritorna sul tema della guerra, tre anni dopo La ballata dell'eroe. Il punto di riferimento stilistico è Georges Brassens, ma l'ispirazione viene dalla figura dello zio materno del cantautore, Francesco Amerio. Il ricordo del suo ritorno dal campo di concentramento, i suoi racconti, il resto della vita trascorsa alla deriva, segnarono profondamente la sensibilità del nipote Fabrizio, che in più occasioni si ricorderà di lui.
Oltre all'arrangiamento, anche la musica è di Centanaro, che però non la firmò perché non iscritto alla SIAE, come gli aveva consigliato De André.
Per la produzione del 45 giri, alla canzone fu abbinata, come retro, l'altra famosa canzone contro la guerra che De André aveva scritto in quegli anni, ovvero La ballata dell'eroe.

## La composizione
La canzone è composta da 14 strofe esse composte da quartine di versi con rime baciate oppure incrociate; la prima e l'ultima strofa sono uguali tra di loro.
Nel componimento di De Andrè sono numerosi gli echi provenienti da altre poesie. Fra tutte emerge Le dormeur du val (L'addormentato nella valle), la poesia  più nota e più spesso interpretata di Arthur Rimbaud (Cahier de Douai, 1870), fra gli altri musicata e cantata da Léo Ferré nel 1955 (pubblicata nella raccolta postuma del 2004 Maudits soient-ils!). La seconda strofa richiama inequivocabilmente la canzone Dove vola l'avvoltoio?, scritta nel 1958 da Italo Calvino e musicata da Sergio Liberovici:
(Italo Calvino, Dove vola l'avvoltoio, 1958)
(Fabrizio De André, La guerra di Piero, 1964)
Per quanto riguarda il contenuto, il testo è narrato da due voci: il narratore e Piero, il protagonista; l'autore non canta di una guerra in particolare, ma della guerra in sé.

## Il successo e la critica
La canzone è incentrata sulla storia dell'antieroe Piero, un soldato che, mentre si reca tristemente al fronte, incontra un militare nemico, anch'egli di pessimo umore, e ha verso di lui un moto di clemenza, non osando sparargli; tale esitazione gli è fatale, ricevendo dal nemico un colpo che lo uccide, lasciandogli solo il tempo di dedicare un ultimo pensiero all'amata Ninetta prima di spirare, e il suo cadavere finisce "sepolto in un campo di grano" in mezzo a "mille papaveri rossi", come descritto nei famosi versi dell'incipit, poi ripreso nella strofa finale. 
Tale storia passò inizialmente in secondo piano e solo successivamente la canzone diventò un vero e proprio inno contro la guerra e la morte in battaglia. Già dagli anni immediatamente seguenti alla sua pubblicazione, La guerra di Piero è regolarmente inserita in molte antologie scolastiche, specialmente delle scuole elementari; De André, tuttavia, era solito ironizzare su questo aspetto, dicendo di ritenerlo un modo per far sì che i bambini iniziassero a odiare la canzone già dalla loro tenera età.
La canzone è stata adottata come sigla del programma televisivo Che tempo che fa a seguito dello scoppio della guerra russo-ucraina del 2022.

## Altre versioni
- 1979 - Milly, esecuzione televisiva RAI in occasione del 25 aprile
- 2003 - Il Parto delle Nuvole Pesanti nell'album tributo Non più i cadaveri dei soldati (Un omaggio a Fabrizio De André)
- 2005 - Modena City Ramblers e Piero Pelù, nell'album Appunti partigiani
- 2006 - Mercanti di Liquore, nell'album Live in Dada
- 2008 - Premiata Forneria Marconi, nell’album PFM canta De André
- 2013 - 7grani, nell'album Neve diventeremo